# Adrepsa stilbioides
Adrepsa stilbioides là một loài bướm đêm thuộc phân họ Arctiinae, họ Erebidae.